# 米軍兵による日本軍戦死者の遺体の切断
米軍兵による日本軍戦死者の遺体の切断（べいぐんへいによるにほんぐんせんししゃのいたいのせつだん）は、第二次世界大戦時、太平洋戦線においてアメリカ軍兵の一部が日本軍戦死者の遺体に対して行った戦争犯罪。アメリカ軍より公式に禁止されていたと考えられているが、禁止令は戦場の兵士の間で常に遵守されていたわけではない。これらの行為がどの程度行われ、公的に認識されていたかは不明である。

## 概要
太平洋戦争において連合国軍は少なからず人種差別的表現をもちいており、アメリカ合衆国においては「戦闘員と民間人の区別をつけず日本人を皆殺しにせよ」と主張する者も多かった。日本兵を人間扱いせず、動物として描くこともあった。アメリカ軍人向け雑誌には、海兵隊の志願兵に「日本兵狩猟許可証」を「無料の弾薬と装備と給料」で出すと宣伝した。また具体的な事例として、アメリカ海軍の代表的指揮官ウィリアム・ハルゼー・ジュニア提督は「ジャップを殺せ、ジャップを殺せ」をスローガンとしており、艦隊宛の通信文は「やつらを死なせ続けろ」と結ばれていた。チェスター・ニミッツ提督宛の私信でも「もっと猿の肉を確保する」ための潜水艦の活動を提案した。ハルゼーは新聞記者達に対して、日本を占領した暁には日本人女性全員に不妊手術を施すべきだと冗談まじりに語り、また昭和天皇の処刑もほのめかした。日本側はこれらの言動を察知して、プロパガンダに利用した。
ハルゼーの発言は冗談めいていたが、戦場では連合軍兵士による残虐行為が実際に行われていた。
太平洋戦線に投入されたアメリカ兵のなかには、敵兵の遺体の一部を切断したり、狩猟の獲物と同じように扱い「戦争の記念品、土産」として持ち去る例があった。記録に残された初期の残虐行為は、1942年（昭和17年）8月17日のギルバート諸島ブリタリ環礁（マキン島）に対するマキン奇襲作戦でおこなわれた。エヴァンズ・カールソン中佐に指揮されたアメリカ海兵隊奇襲部隊のうち、次席指揮官ジェームズ・ルーズベルト少佐は、フランクリン・ルーズベルト大統領の長男であった。150人ほどの日本軍守備隊を一掃した海兵隊員は、戦死した日本兵の遺体を損壊し、切断した男性器を口中に詰め込んだという。マキン島を再占領した海軍陸戦隊は戦場整理の際、日本兵の遺体がズボンを脱がされていたことを不審に思ったが、腐乱が進んでいたこともあり蛮行に気付かなかった。
同年9月、アメリカ軍は「遺体のコレクション」を行うことを懲戒処分の対象とするとの命令を出した 。
サイモン・ハリソンはこれらの行為はガダルカナル島の戦いが最初の機会であったと結論付けている。明らかに、生きていようが死んでいようが、初めて日本軍と遭遇した時、戦死者の身体の一部をコレクションすることは軍当局に懸念を抱かせる規模で行われ始めた。
「土産」には金歯のほか、頭蓋骨や他の人体各部が採取されることもあった。収集された遺体の部位は、耳を切り取ってベルトにぶらさげる、歯でネックレスをつくる、竿に生首をたてる、戦車に頭蓋骨を取り付ける、といった具合に使用された。
ペリリューの戦い、硫黄島の戦いなどで日本軍との間に死闘を展開したアメリカ海兵隊では、黄色人種に対する人種差別感情と、激戦につぐ激戦による最前線兵士の精神的疲労も重なって、日本兵の遺体損壊が日常的になっていた。撃墜した日本軍機パイロットの遺体や、特攻により損傷したアメリカ海軍艦艇に残されたパイロットの遺体が「コレクション」された記録もある。
大量の日本軍の戦死者の遺体は排尿や死体への射撃などで冒涜され、あるいは記念品として前述のような猟奇的行為が行われた。なおこれらの猟奇行為は、敵兵に対する怒りから行われるだけでなく、モンゴロイドである日本兵に対する人種差別的感情からも行われていると批判された。
戦後、マリアナ諸島から本国へ日本軍将兵戦死者の遺体の残りが送還された時、約60%がそれらの頭部を失っていた。サイパン島で収容所にいた日本人少年は、海岸で頭蓋骨をボール代わりにして遊ぶという猟奇的行為を行うアメリカ軍兵士を目撃している。
これら日本人の遺体を切り刻み持ち去る行為は、日本の軍部やメディアがおこなった報道や反米宣伝により、日本国民にも広く知られていた。誇張と部分的な真実が結びつき、アメリカ軍は「悪魔」「殺戮者」として描かれるようになる。こうした報道は連合国軍への敵意を煽ることになった。結果的に、連合軍上陸後にサイパンや沖縄で発生した民間人の集団自殺などにつながったとしている。

## 戦争犯罪
日本軍の戦死者の部位を切り取り「コレクション」する連合国軍兵士の猟奇行為は「戦争の全期間にわたり連合国軍当局に懸念を抱かせるのに十分な規模で行われ、そして、広く広報され、さらにアメリカや戦時中の日本の新聞においてコメントされていた」。
ライフマガジン誌は1944年5月22日に、アリゾナで勤労動員されているアメリカ人女性が海軍将校のボーイフレンドからプレゼントされた「日本兵の頭蓋骨」トロフィーの横で手紙をしたためている画像を配信した。
同年6月には、フランクリン・D・ルーズベルト大統領がペンシルベニア州選出フランシス･E・ウォルター連邦議会下院議員から、日本兵の腕の骨で彫ったペーパーナイフを贈呈されたという。後に大統領はそのレターオープナーの返還と適切な葬儀を命じている。
日本でもこの記事が報道されると、外務省（重光葵外務大臣） を含め、各方面から抗議の声があがった。前述のハルゼー提督の言動もふまえて、アメリカ兵は「野獣、野蛮、悪魔」として描写された。各新聞の反応は以下のとおり。日本産業経済新聞は「我勇士の遺骨で戰線土産物/鬼畜に劣る米兵の正體！」、毎日新聞は「この米奴を叩き殺せ」と紹介し社説で解説、讀賣報知新聞は「見よ米鬼の殘忍」、朝日新聞は「野獣を抹殺せん/國際法以前の問題/何より勝つこと 負ければ一億がペン軸だ/重傷のわが兵士を逆さに生埋め 血を絞られた抑留邦人/これが米鬼だ」 などの表題や見出しの記事を掲載した。
また日本の各新聞や雑誌はライフ誌が1944年5月22日に掲載したくだんの「女性と頭蓋骨トロフィー」の画像にも言及した。讀賣新聞は「米鬼の蠻行はこれだ 復讐に我らの血は沸き返る」、朝日新聞は「屠り去れこの米鬼」「仇討たでおくべき」（昭和19年8月11日朝刊）等の表題や見出しをつけた。
1944年6月13日付けの報告ではアメリカ陸軍法務部長（JAG）において、「そのようなひどい残虐な行為」が不快であることに加え、戦時国際法違反であると主張されており、それを全ての指揮官に配布することを推奨しており、「敵の戦没者の虐待は病人と負傷者の扱いについて規定された1929年に批准されたジュネーブ条約の露骨な違反であり、さらにそれは関わるごとに、戦場を保持している交戦国は負傷者と死者を探し当て、彼らを強盗行為やそのほかの悪行から保護する処置を捕らなければならない」とされている。
これらのアメリカ軍人の行為は陸上戦における慣習的な不文律に違反しており、死刑に処することもできた。アメリカ海軍法務部では1週間後、その見解を反映し、「幾人かのアメリカ軍将兵が犯した残虐行為により、日本人による報復行為が引き起こされ、それが国際法の元で正当化されるおそれがある」とさらに付け加えた。しかし、これらの違法行為（遺体切断、戦利品収集）はその後も断罪されることはなく、戦争終結まで続いた。

## 日本軍における類似事例
チャールズ・リンドバーグ（ニューギニア戦線に従軍）の日記やユージーン・スレッジのペリリュー・沖縄戦記には日本兵による米軍戦死者の遺体の切断についての証言と、米軍兵による日本軍戦死者の遺体の切断についての証言が記されている。

## 遺体損壊を扱った文化作品
- 日本軍への残虐な戦犯 - ナショナルジオグラフィックチャンネル製作のドキュメンタリー作品。トム・ハリソン英国陸軍少佐（と部下達）、及びボルネオ島首狩り族が共同生活作業で、だまし討ちされ殺害された日本兵達の首を切断し、大量の干し首加工を行い楽しんだ行為を解説。
- ザ・パシフィック - 原作の実録手記ペリリュー・沖縄戦記に基づく遺体損壊行為が幾度も登場する。